# 瀬名俊光
瀬名 俊光（せな としみつ）は、江戸時代中期の旗本。

## 生涯
久保七郎兵衛辰房の三男として生まれる。旗本瀬名弌明の養女を娶り、瀬名家の養子となる。諱ははじめ親常（ちかつね）、弌致（かずむね）、弌玄（かずはる）。
享保17年（1732年）8月26日、43歳で家を継ぎ、同年12月6日に徳川吉宗に初謁。延享4年（1747年）11月29日、58歳で致仕。
宝暦9年（1759年）10月4日に没した。享年70。

## 系譜
妻
- 正室
瀬名弌明の養女。弌明の最初の婿養子であった瀬名氏明の娘。

子女
- 養女
瀬名氏明の娘で、正室の妹。鈴木久兵衛勝予の妻となったが、のちに離縁となった。
- 瀬名貞雄